# Langues lolo-birmanes
Pour les articles homonymes, voir Lolo.
Le groupe lolo-birman est, à l'exception des langues chinoises, la sous-famille la plus importante en nombre de locuteurs du groupe tibéto-birman : 70 millions. Le birman est la plus anciennement attestée, mais certaines langues de cette famille au Yunnan ou au Sichuan, comme le nosu ou nisu en Chine, disposent d'une écriture syllabique.
On distingue les langues du groupe lolo, telles que le nosu, et les langues birmanes, auxquelles appartiennent le birman, l'achang et une partie des langues des peuples classifiés comme les Jingpo, avec leur langue qui fait partie d'un tout autre groupe de la famille.
Le nom lolo vient du chinois luóluó (猡猡 / 玀玀) , terme péjoratif. Elles ont été étudiées par le Père Liétard et par Henri d'Ollone au début du XXe siècle.
Les langues lolo-birmanes ont perdu l'essentiel de la morphologie du tibéto-birman. Ce sont des langues isolantes.
Les peuples officiellement reconnus de langues lolo-birmanes en Chine sont les suivants :
- les Yi (ယီ, 彝族), dont la langue est le nosu ;
- les Hani (ဟနီ, 哈尼族) ;
- les Lahu (လားဟူ, 拉祜族) ;
- une partie des Jingpo (ဂျိန်းဖော, 景颇族) ;
- les Lissou (ou lisu) (လီဆူ, 傈僳族) ;
- une partie des Nu (နူ, 怒族) ;
- les Jinuo (基诺族) ;
- les Achang (မိုင်းသာ, 阿昌族).